# سباستيان أورتيغا
سباستيان أورتيغا (بالإسبانية: Sebastián Ortega)‏ هو منتج تلفزيوني أرجنتيني، ولد في 14 أغسطس 1973 في بوينس آيرس في الأرجنتين.